# Zhang Anda
Zhang Anda (chiń. 张安达; pinyin Zhāng Āndá; ur. 25 grudnia 1991) – chiński zawodowy snookerzysta. Plasuje się na 60. miejscu pod względem zdobytych setek w profesjonalnych turniejach, w sierpniu 2025 miał ich łącznie 160.

## Kariera
W Main Tourze zadebiutował w sezonie 2009/2010.

### Sezon 2009/2010
Dzięki wygranej w ABCS Asian Under-21 Championship zyskał możliwość udziału w kwalifikacjach do turniejów znajdujących się w snookerowym kalendarzu na sezon 2009/2010.
Brał udział w kwalifikacjach do Shanghai Masters (3 – 6 sierpnia 2009), jednak tam przegrał już w pierwszej rundzie kwalifikacji z Craigiem Steadmanem 5-2.
W kwalifikacjach do Grand Prix (21 – 24 września 2009) pokazał się z lepszej strony. W kwalifikacjach doszedł do 3. (przedostatniej) rundy pokonując Bena Woollastona 5-3, Jin Longa 5-2, by w końcu ulec Dominicowi Dale'owi 5-0.
Kwalifikacje do turnieju The Masters (26 – 29 października 2009) również może zaliczyć do udanych. W 1. rundzie pokonał Davida Gilberta 4-1, w drugiej Dave’a Harolda 5-2. Uległ jednak w 3. rundzie Andrew Higginsonowi 3-5.
Kwalifikacje do Welsh Open zakończył w 3. rundzie ulegając Szkotowi Marcusowi Campbellowi 2-5, pokonując jednak wcześniej Matthew Coucha 5-2 (1. runda) i Marka Joyce’a 5-4 (2. runda).
Podczas kwalifikacji do turnieju China Open przegrał już w 1. rundzie uległszy Anglikowi Chrisowi Norbury 4-5.
Za najlepsze dotychczas osiągnięcie w karierze można uznać występ Zhanga Anda w Mistrzostwach świata. W kwalifikacjach pokonał kolejno: Craiga Steadmana 10-4, Johna Parrotta 10-6, Andrew Higginsona 10-8 i Ricky’ego Waldena 10-8. Dzięki temu awansował do fazy zasadniczej Mistrzostw świata, jednak przegrał w pierwszej rundzie ze Stephenem Hendrym wynikiem 9-10.
Występy w sezonie 2009/2010 spowodowały, że Zhang Anda na liście rankingowej na sezon 2010/2011 został sklasyfikowany na 67 miejscu.

## Wygrane turnieje

### Rankingowe
- International Championship 2023

### Amatorskie
- ABCS Asian Under-21 Championship 2009